# Кавказ (поэма)
«Кавказ» — поэма Тараса Шевченко на украинском языке. Была переведена на многие языки, существует по меньшей мере 74 варианта переводов.

## История создания и общая характеристика
Датирована 18 ноября 1845 года. Написана в селе Вьюнище Переяславского уезда Полтавской губернии. Посвящена другу Шевченко, Якову де Бальмену, который погиб в Кавказской войне (1829—1864) в июле того же года. За год до смерти де Бальмен выступил художником-иллюстратором рукописного «Кобзаря», а также создал рисунок «Сотое и последнее покорение Кавказа».
Эпиграфом к поэме стоит цитата из пророка Иеремии (9.1): «Кто даст главе моей воду, И очесем моим источник слез, И плачуся и день и ночь, о побиенных».
Шевченко выступает против циничного низведения Бога к роли стратегического покровителя деспотизма.

## Изучение и оценки
Украинский литературовед Иван Дзюба проводит параллель между позицией Шевченко и словами, вложенными Лермонтовым в уста черкеса, обращающегося к пленённому русскому офицеру («Измаил-Бей», изд. 1843)

За что завистливой рукой

Вы возмутили нашу долю?

За то, что бедны мы, и волю

И степь свою не отдадим

За злато роскоши нарядной;

За то, что мы боготворим,

Что презираете вы хладно!

Не бойся, говори смелей:

Зачем ты нас возненавидел,

Какою грубостью своей

Простой народ тебя обидел?

Дзюбе же принадлежит сравнение «Кавказа» с поэмой «На памятник Данте» и одой «К Италии» Джакомо Леопарди, поэмой «Вильгельм Телль» (1804) Шиллера, а также с балладой «Разбойник» канадской поэтессы индейского происхождения Полин Джонсон (Текахионваке, 1861—1913). По утверждению учёного, «в истории мировой литературы немного найдется примеров, чтобы поэтическое произведение полтора столетия не теряло своей политической злободневности и моральной остроты, звучало так, будто рождено болью за нынешнее состояние человечества».
«С немыслимой у других его современников смелостью и категоричностью отбросил Шевченко все общественно-обязательные критерии из арсенала непрошенного цивилизаторства, государственной целесообразности, патриотизма, национальной и религиозной миссии — и, введя „человеческое измерение“, оставил один критерий: человеческая свобода и человеческая жизнь» (там же).
Высокую оценку поэме дал академик Константин Гамсахурдия, классик грузинской литературы.
Литературовед В. Е. Панченко предполагал, что поэма Шевченко могла быть прямой полемикой с А. С. Пушкиным, в частности, со стихотворением «Клеветникам России». Он обратил внимание на схожесть ритма, а также на упоминание Шевченко французов, которое, по мнению Панченко, могло быть отсылкой к тем самым французским депутатам, которых Пушкин относил к «клеветникам».

## Влияние
Поэма вдохновила Алексея Сокола на создание памятника «Прометей раскованный», ставшего символом города Каменское (бывший Днепродзержинск).

## Переводчики поэмы
- Дмитрий Гулиа (на абхазский язык)
- Михаил Зенкевич
- Павел Антокольский (на русский язык)
- Михаил Голодный (Эпштейн)
- Елена Благинина
- Фёдор Сологуб (на русский язык)
- Юнус Кандым (на крымскотатарский язык)[12]